# Ruslan Pogorièlov
Ruslan Volodímirovitx Pogorièlov (transcripció internacional: Pogorelov; en ucraïnès: Русла́н Володи́мирович Погорє́лов; nascut el 7 de juny de 1959) és un jugador d'escacs ucraïnès que té el títol de Gran Mestre des del 1998.
A la llista d'Elo de la FIDE del desembre de 2021, hi tenia un Elo de 2345 punts, cosa que en feia el jugador número 123 (en actiu) d'Ucraïna. El seu màxim Elo va ser de 2517 punts, a la llista del gener de 2016.

## Resultats destacats en competició
El 2002 fou campió de l'Obert de La Pobla de Lillet amb 7½ punts de 9, un punt per davant dels immediats perseguidors.
El juliol de 2016 fou tercer de l'Obert de Torredembarra amb 7 punts de 9 (el campió fou Jorge A. González Rodríguez).